# Johann Heinrich Heidegger
Johann Heinrich Heidegger (1er juillet 1633 – 18 juillet 1698), est un théologien suisse, né à Bäretswil, dans le Canton de Zurich.

## Biographie
Il étudie à Marbourg et à Heidelberg, où il devient l'ami de JL Fabricius, et est nommé professeur extraordinaire d'hébreu et plus tard de philosophie. En 1659, il est appelé à Steinfurt pour occuper la chaire de dogmatique et d'histoire ecclésiastique, et la même année il devient docteur en théologie de Heidelberg.
En 1660, il revient en Suisse et, après avoir épousé Elisabeth von Duno, il se rend l'année suivante en Hollande, où il fait la connaissance de Johannes Cocceius. Il retourne en 1665 à Zürich, où il est élu professeur de philosophie morale à l'université de Zurich. Deux ans plus tard, il succède à Jean Henri Hottinger, à la chaire de théologie de l'Université, qu'il occupe jusqu'à sa mort, ayant décliné en 1669 une invitation à succéder à Cocceius à Leyde, ainsi qu'un appel à Groningue.
Heidegger est le principal auteur de la Formule Consensus Helvetica en 1675, qui vise à unir les Églises réformées suisses, mais a un effet opposé. Wilhelm Gass (en) décrit comme le plus notable des théologiens suisses de l'époque.
Ses écrits sont largement controversés, mais sans être amers, et sont en grande partie dirigés contre l'Église catholique romaine.

## Principaux travaux
- De historia sacra patriarcharum exercitationes selectae (1667–1671)
- Dissertation de Peregrinationibus religiosis (1670)
- De ratione studiorum, opuscula aurea, etc. (1670)
- Historia papatus (1684 ; sous le nom de Nicander von Hohenegg)
- Manuductio in viam concordiae Protestantium ecclesiasticae (1686)
- Tumulus concilii Tridentini (1690)
- Exercitationes biblicae (1700), avec une vie de l'auteur en préface
- Corpus theologiae Christianae (1700, édité par JH Schweizer)
- Ethicae Christianae elementa (1711)
- La vie de JH Hottinger (1667)
- Vie de JL Fabricius (1698)

Son autobiographie parut en 1698, sous le titre Historia vitae JH Heideggeri.
Le Manuel de la Bible de Heidegger est actuellement traduit par From Reformation to Reformation Translations et est disponible en ligne.